# 센다이 시립 아라하마 소학교
센다이 시립 아라하마 소학교(仙台市立荒浜小学校 센다이시리쓰 아라하마쇼갓코[*])는 일본 미야기현 센다이시 와카바야시구에 있는 공립 소학교이다. 2011년 동일본 대지진으로 손상을 입었고, 2016년 센다이 시립 시치고 소학교와 통합되어 폐교되었다. 2017년 5월부터 지진 잔존물로서 일반 공개되고 있다.

## 역사
1873년 7월 10일 제8소학교구 아라하마 소학교(第8小学校区荒浜小学校)로서 개교하였다. 1884년 10월 미야기군 아라하마 소학교로 개칭한다. 1885년 12월 아라하마 중초등소학교로 개칭한다. 1886년 11월 12일 아라하마 기타초 2에 교사를 신축 이전하여, 아라하마 심상 소학교로 개칭한다. 1912년 9월 현재 위치로 이전한다. 1941년 4월 1일 미야기군 아라하마 국민학교로 개칭했으며, 9월 15일에는 센다이시에 합병하여 센다이 시립 아라하마 국민학교로 개칭한다. 1947년 4월 1일 센다이 시립 아라하마 소학교로 개칭한다.

### 동일본 대지진
2011년 3월 11일 오후 2시 46분, 하교 시간에 동일본 대지진이 발생하여 아라하마 지구도 지진 피해를 입었다. 학생들과 피난해온 주민들은 쓰나미에 대비해 학교 4층과 옥상으로 피난했다. 오후 3시 55분에 쓰나미로 4층짜리 학교의 2층까지 탁류에 삼켜졌다. 위층에 피해는 없었지만 주위는 수몰되었다. 피난한 사람들은 그날 밤부터 다음날에 걸쳐 자위대 헬기로 구출되었다. 이 동일본 대지진으로 이 지역은 엄청난 피해를 받았으며 학교도 사용할 수 없게 되어 센다이 시립 히가시미야기노 소학교에서 수업을 재개했다. 그 후도 학구 내의 대부분이 재해 위험 구역으로 지정되어 학생수가 감소되고 있었기 때문에 2013년 2월 체육관과 수영장이 철거되었으며, 2016년 3월 센다이 시립 시치고 소학교과 통합되어 폐교되었다.

### 대지진 이후 일반 공개

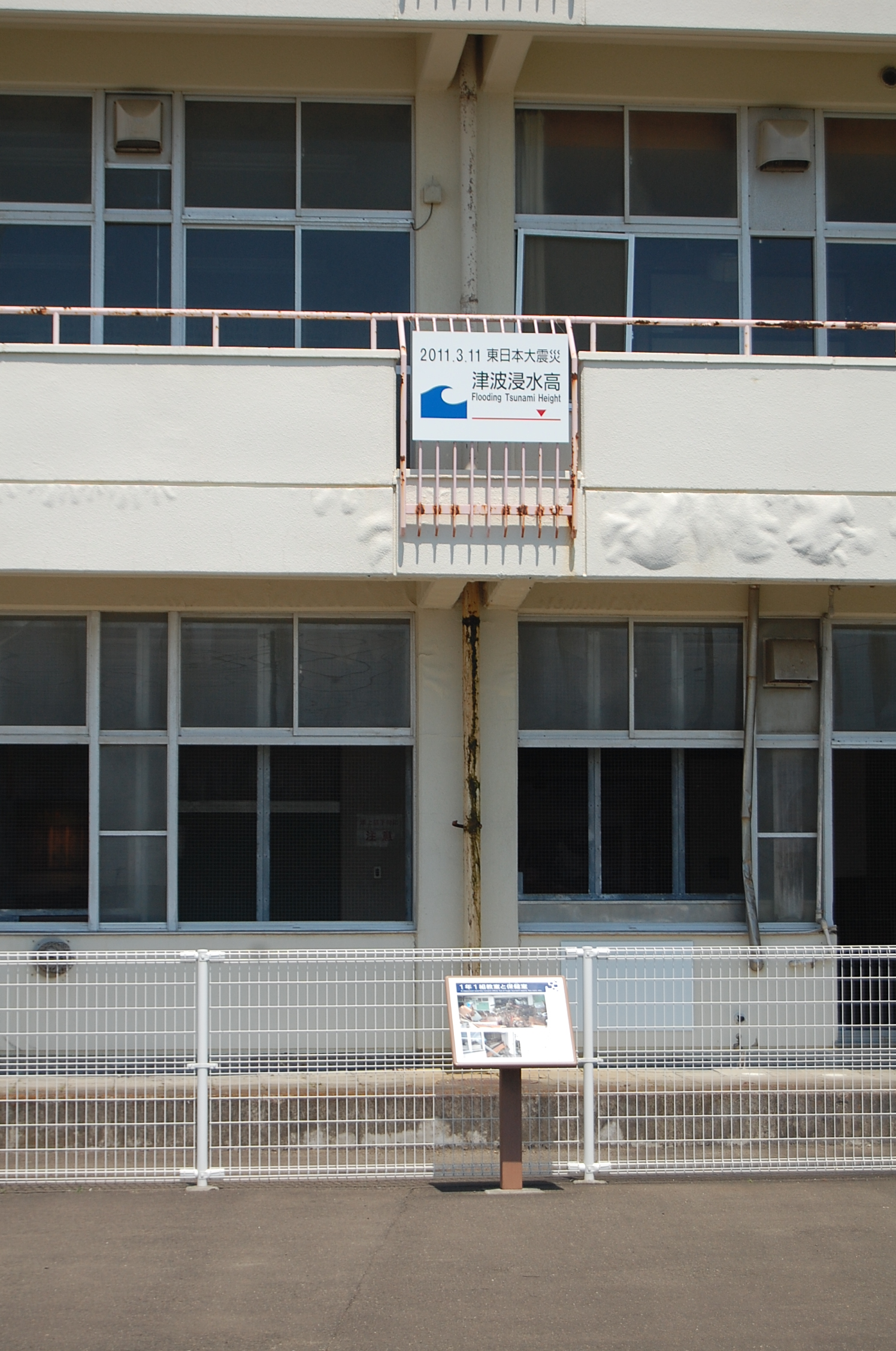
지진해일의 흔적

아라하마 소학교는 지진재해 잔존물로서 보존되게 되어, 폐교 다음 해인 2017년 4월 30일부터 일반 공개 되었다. 2023년 8월 29일까지 방문자가 50만에 달하고 있다.